# 綠喉加利蜂鳥
，是雨燕目蜂鸟科的一种鸟类。
绿喉蜂鸟体重约5.7克，翼长约59.6毫米，嘴峰长约25.4毫米，喙宽度约2毫米，喙厚度约2.2毫米，跗蹠长约5.4毫米，尾长约34毫米。绿喉蜂鸟在其分布区内为留鸟，其栖息在半开放的人工改造的环境中，食性为草食性，主要食物来源是植物的花蜜。

## 亚种
- ：分布于波多黎各、维尔京群岛和小安的列斯群岛（格林纳达除外）。
- ：格林纳达特有亚种。[4]